# اندیس میان کوهی
میان کوهی یک اندیس فلزی است که در حوالی شهر اسفوردی استان یزد قرار دارد و مادهٔ معدنی موجود در آن، سرب و روی است.  